# Itagai-Mirim River
Itagai-Mirim River (portugisiska: Rio Itajai-Mirim) är ett vattendrag i Brasilien.   Det ligger i kommunen Brusque och delstaten Santa Catarina, i den södra delen av landet, 1 300 km söder om huvudstaden Brasília.
I omgivningarna runt Itagai-Mirim River växer i huvudsak städsegrön lövskog. Runt Itagai-Mirim River är det tätbefolkat, med 266 invånare per kvadratkilometer.